# Rudolf II av Burgund
Rudolf II av Burgund, född under första hälften av 880-talet, död 12 eller 13 juli 937 och begravd i Saint-Maurice i nuvarande Schweiz, var kung av Övre Burgund från 912, senare kung över det Förenade Burgund, dessutom kung av Italien under åren 922 till 926.

## Biografi
Rudolf II var son till kung Rudolf I av Burgund. Rudolf II gifte sig år 922 med Bertha av Schwaben, dotter till hertig Burchard II av Schwaben.
Rudolf utvidgade sitt territorium öster om Aare men fick se sig slagen vid Winterthur år 919 av Burkhard II av Schwaben. Han enade sig med Burkhard och gifte sig med hans dotter. Senare engagerade sig Rudolf i Italien. Genom att med Hugo av Provence byta sina italienska besittningar mot Nedre Burgund blev Rudolf II kung över det Förenade Burgund, från Basel i norr till Arles i söder.
Under Rudolfs tid gjorde ungrarna flera krigståg i Mellaneuropa, bland annat 917 och 937.
Rudolf efterträddes av sin son Konrad III av Burgund. Hans dotter Adelheid av Burgund blev tysk-romersk kejsarinna.

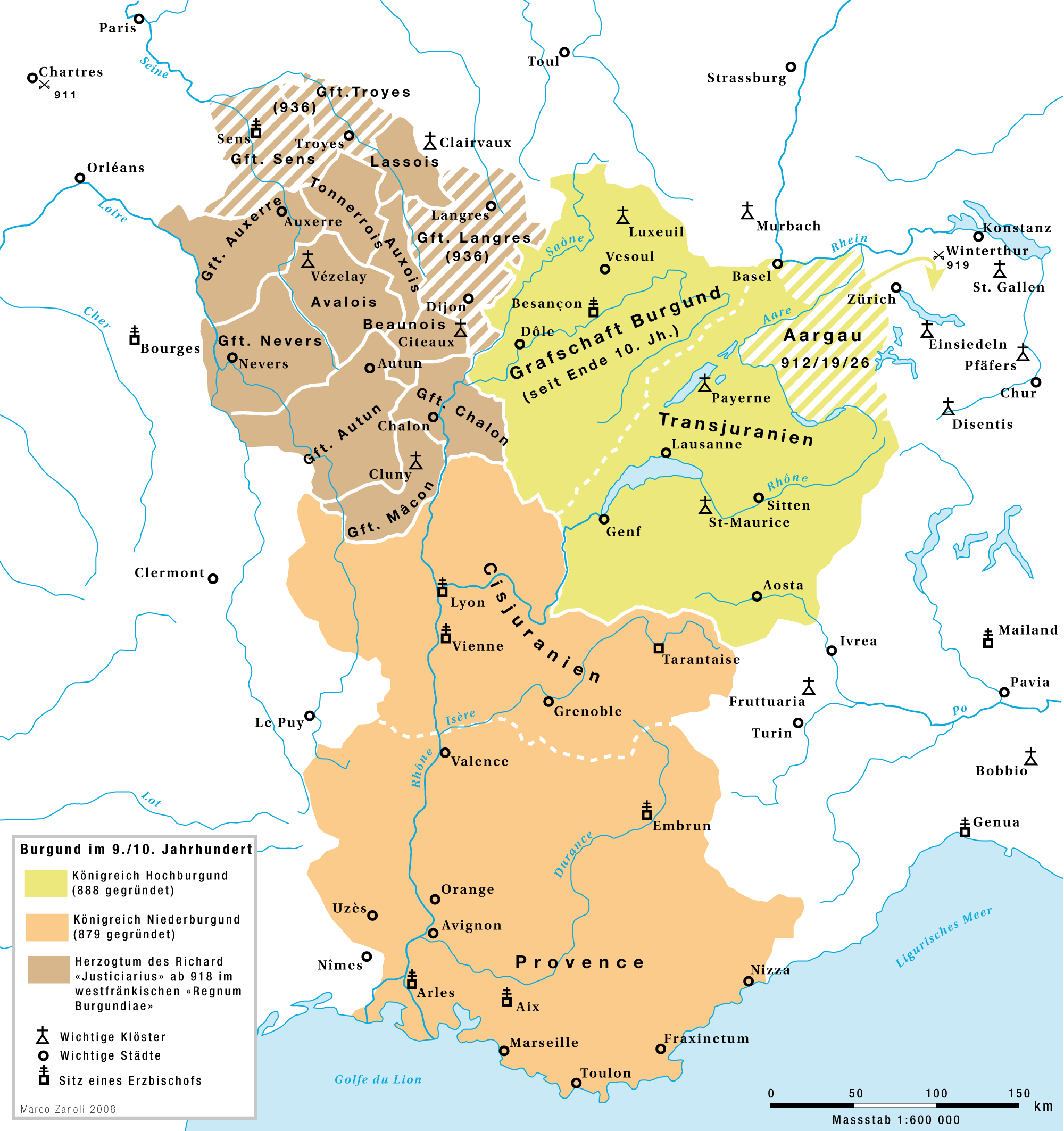
Burgund under 900-talet. Övre Burgund i grön färg, Nedre Burgund orange.